# Gonzalo Lira López
Gonzalo Lira López (castellà: Gonzalo Ángel Quintilio Lira López)  (Burbank, 29 de febrer de 1968 - Ucraïna, 12 de gener de 2024) va ser un novel·lista i cineasta estatunidenc d'ascendència xilena. Mentre residia a la ciutat ucraïnesa de Khàrkiv, va fer un videoblog sobre la invasió russa d'Ucraïna del 2022 des de la perspectiva russòfila abans de morir a la presó per una pneumònia. També va ser un declarat pinochetista recolzant el cop d'Estat a Xile del 1973.
L'abril de 2022, Lira va ser detingut pel Servei de Seguretat d'Ucraïna (SBU). El maig de 2023, Lira va ser arrestat i acusat de produir i publicar material que justificava la invasió russa en curs. Lira va ser posat en llibertat sota fiança, però va ser arrestat de nou per violar les condicions de la fiança en intentar sortir del país.

## Biografia
Lira va néixer de pares xilens a Burbank, i va créixer a la Vall de San Fernando, Guayaquil i Santiago de Xile, entre altres llocs. Es va graduar al Saint George's College de Santiago de Xile el 1985. Des de 1985 fins a 1991 va treballar com a professor d'anglès i va viatjar per Amèrica del Sud. Va ingressar a la Universitat de Dartmouth el 1991 i es va graduar el 1995 en història i filosofia.

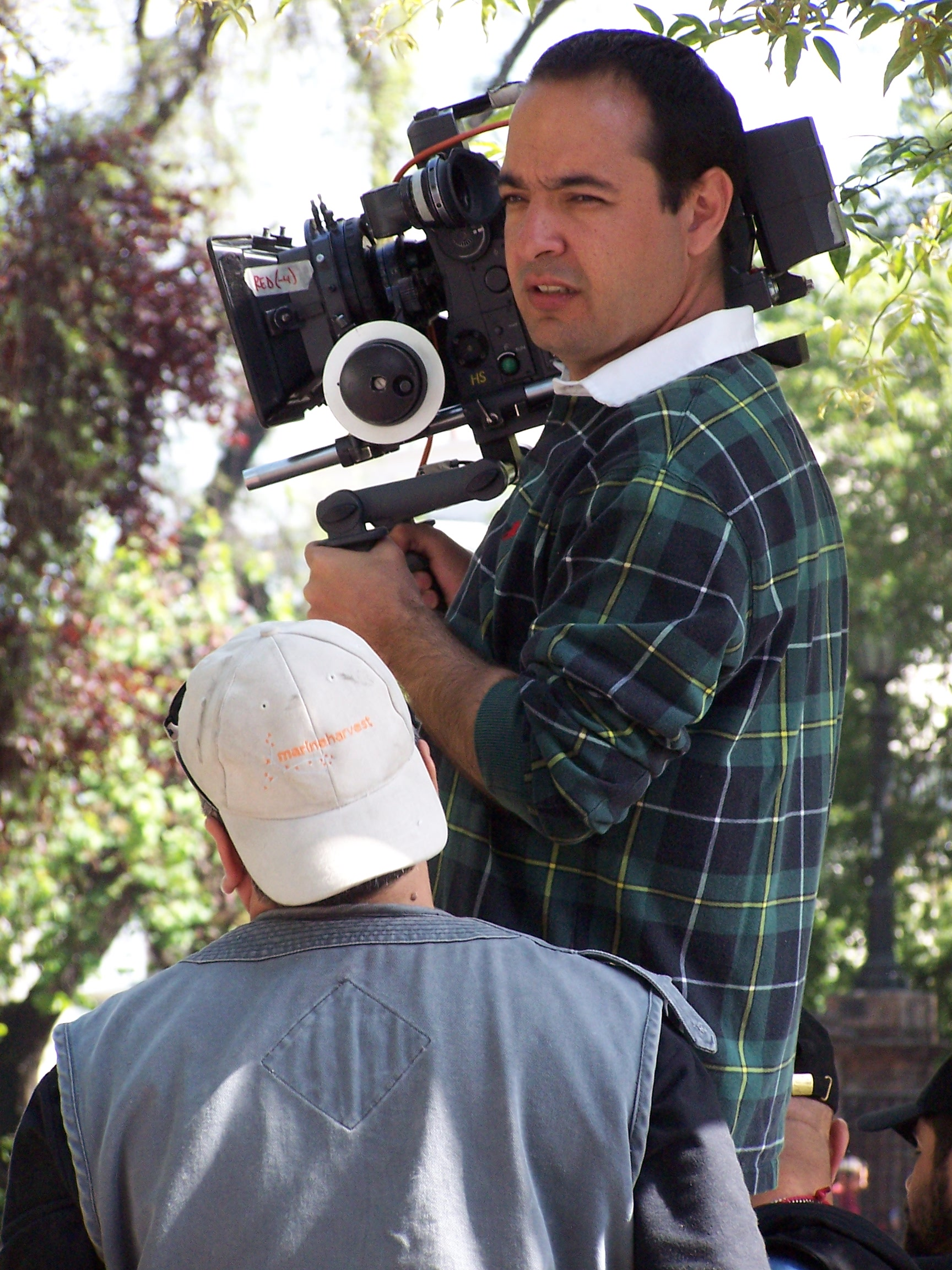
Lira durant el rodatge de Secuestro

Després de graduar-se, Lira es va traslladar a Los Angeles per a formar-se com a guionista i es va dedicar a l'escriptura. El 1997 va publicar una novel·la en castellà sobre la majoria d'edat, Tomáh Errázurih. La primera novel·la en anglès de Lira, un thriller d'espies anomenat Counterparts, es va publicar el gener de 1998.
El 1998, després de traslladar-se a la ciutat de Nova York, Lira va escriure, produir i dirigir un curtmetratge de comèdia, So kinky. També va participar en la creació de la història del videojoc Soldier of fortune de l'any 2000. Lira va publicar un segon llibre en anglès, un altre thriller d'espies titulat Acrobat, el 2002, els drets cinematogràfics del qual van ser comprats per Miramax Films. El 2005 va filmar Secuestro a Xile.
De 2010 a 2013, Lira va publicar al seu blog els seus pensaments sobre economia i altres temes, alguns dels quals van ser republicats per Business Insider.
A partir del 2017, Lira va estar actiu a YouTube sota el pseudònim de Coach Red Pill (CRP), una al·lusió al simbolisme de Red Pill i Black Pill de la comunitat de la manosfera. El contingut era misogin i de naturalesa antifeminista. Lira va publicar vídeos amb consells com «no sortir mai amb una dona d'uns trenta anys» i va explicar que l'únic que volien les dones eren diners, una casa i nens, ja que només la criança les validaria biològicament. En un vídeo va aconsellar als espectadors que viuen a les democràcies occidentals que es traslladessin a «un país pobre i subdesenvolupat» a causa del suposat desplegament «totalitari» de la vacunació contra la COVID-19. El novembre de 2021 Lira va suprimir la major part del seu contingut de CRP i va començar a publicar amb el seu nom real.
Després de la invasió russa d'Ucraïna el 24 de febrer de 2022, Lira va centrar la majoria dels seus comentaris amb la guerra. El contingut de Lira lloava les accions militars russes i negava els atacs russos contra civils. El seu contingut va ser amplificat a les xarxes socials d'internet per comptes vinculats al Govern de Rússia i elogiat per la portaveu del Ministeri d'Afers Exteriors rus, Maria Zakhàrova.
Lira vivia a Khàrkiv i es va casar amb una dona ucraïnesa amb qui va tenir dos fills, tot i que la parella es va separar després.

### Detenció i assassinat
El 15 d'abril de 2022, amistats i familiars de Lira van manifestar que havien perdut el contacte amb ell, fet pel qual el Ministeri d'Afers Exteriors de Xile va començar a cercar-lo. La periodista estatunidenca resident a Ucraïna Sarah Ashton-Cirillo va informar de l'aparent arrest de Lira per part dels serveis secrets ucraïnesos el 18 d'abril. Lira va ser objecte de teories de conspiració al voltant del seu suposat assassinat, però va aparèixer amb vida el 22 d'abril de 2022, afirmant que havia estat detingut per l'SBU durant el període que havia estat desaparegut.
L'1 de maig de 2023 Lira va ser arrestat per violar l'article 436-2 del Codi Penal d'Ucraïna, que prohibia la justificació pública de la invasió russa. Lira havia afirmat que la massacre de Butxa va ser falsificada o que el govern ucraïnès era un règim neonazi, i havia compartit un vídeo insultant els soldats ucraïnesos. L'SBU va informar de la seva detenció el 5 de maig. Posteriorment, Lira va ser posat en llibertat sota fiança i sota arrest domiciliari. A les xarxes socials per afirmar que havia estat torturat mentre estava a la presó, una acusació negada per l'SBU. Lira va intentar fugir del país travessant la frontera hongaresa el 31 de juliol per a demanar asil polític, però va ser apressat i arrestat de nou per violar les condicions de la fiança.
El desembre de 2023, Elon Musk, propietari de X, va preguntar públicament sobre Lira a la seva plataforma digital, en resposta a una publicació del periodista Tucker Carlson que afirmava que Lira era un pres polític. L'SBU va respondre que Lira havia estat detingut d'acord amb la llei. En una entrevista a Business Insider, Sarah Ashton-Cirillo, que s'havia convertit en portaveu de l'exèrcit ucraïnès, va afirmar que Lira havia inventat les seves acusacions de tortura en un esforç per a guanyar notorietat.
El 12 de gener de 2024, Gonzalo Lira pare va informar que el seu fill havia mort en una presó d'Ucraïna a cinquanta-cinc anys. Així ho van confirmar el Departament d'Estat dels Estats Units i el Ministeri d'Afers Exteriors de Xile. Lira pare va culpar el president ucraïnès Volodímir Zelenski i el president dels Estats Units Joe Biden d'haver provocat la mort del seu fill. Funcionaris russos, entre ells Maria Zakhàrova i el ministre d'Afers Exteriors Serguei Lavrov, es van fer ressò del seu assassinat.

## Filmografia
- So kinky (1998)
- Secuestro (2005)

## Obra publicada
- Lira, Gonzalo. Tomáh Errázurih.  Santiago de Chile: Mondadori, 1997. ISBN 956-258-057-1. OCLC 38081261.
- Lira, Gonzalo. Counterparts.  New York: G.P. Putnam's Sons, 1998. ISBN 0-399-14312-2. OCLC 37300650.
- Lira, Gonzalo. Acrobat.  New York: St. Martin's Press, 2002. ISBN 0-312-28694-5. OCLC 48515857.